# Reflex de Llàtzer
El reflex (o signe) de Llàtzer és un moviment reflex en pacients de mort cerebral que fa que aixequin breument els braços i els caiguin entrecreuats sobre el pit (en una posició semblant a algunes mòmies egípcies). El fenomen rep el nom de la figura bíblicade Llàtzer de Betània, a qui Jesús va ressuscitar d'entre els morts segons l'Evangeli de Joan.
Igual que el reflex patel·lar, el de Llàtzer és un exemple de reflex mediat per un arc reflex: una via neuronal que passa per la columna vertebral però no pel cervell. Com a conseqüència, el moviment és possible en pacients amb mort cerebral els òrgans dels quals s'han mantingut en vida mitjançant màquines de suport vital.
El reflex sovint ve precedit per lleugers tremolors i pell de gallina als braços i al tors, seguit de la flexió dels braços fins a una posició sobre l'estern i acabat en dels braços del pacient o l'aparició de pell de gallina als braços i al tors. Els braços comencen a flexionar-se als colzes abans d'aixecar-los per mantenir-los per sobre de l'estern.
S'ha observat que el fenomen es produeix tant uns minuts després de l'eliminació de la respiració assistida en pacients amb mort cerebral, com també en les proves d'apnea.